# Rafał Brzozowski
Rafał Brzozowski (Warschau, 8 juni 1981) is een Poolse zanger en presentator.

## Biografie
Brzozowski werd geboren in de Poolse hoofdstad Warschau, maar groeide op in Nowy Dwór Mazowiecki. Op tienjarige leeftijd begon hij gitaar en piano te spelen. Hij studeerde lichamelijke opvoeding aan de Józef Piłsudski-universiteit in Warschau en werd sportleraar. Hij was ook een getalenteerde worstelaar, totdat een rugblessure hem dwong hiermee te stoppen.
Hij begon zijn muzikale carrière in 2002 door deel te nemen aan Szansa na sukces, een Poolse talentenjacht. In 2011 nam hij deel aan The Voice of Poland, waarin hij net voor de finale werd uitgeschakeld. Een jaar later bracht hij zijn eerste singles en album uit. Vijf jaar later nam hij deel aan de Poolse voorronde voor het Eurovisiesongfestival 2017. Met Sky over Europe eindigde hij op de derde plaats. Vier jaar later werd hij met het nummer The ride door de Poolse openbare omroep intern geselecteerd voor deelname aan het Eurovisiesongfestival 2021. Het nummer haalde de finale niet.
Naast zijn zangcarrière is Brzozowski ook actief als presentator. In het najaar van 2017 werd hij presentator van de Poolse versie van Rad van Fortuin. In 2019 werd hij gastheer van de spelshow Jaka to melodia? op TVP1. Een jaar later was hij een van de presentatoren van het Junior Eurovisiesongfestival 2020, dat plaatsvond in zijn geboortestad Warschau.
1994: Edyta Górniak · 
1995: Justyna Steczkowska · 
1996: Kasia Kowalska · 
1997: Anna Maria Jopek · 
1998: Sixteen · 
1999: Mietek Szcześniak · 
2001: Piasek · 
2003: Ich Troje · 
2004: Blue Café · 
2005: Ivan & Delfin · 
2006: Ich Troje · 
2007: The Jet Set · 
2008: Isis Gee · 
2009: Lidia Kopania · 
2010: Marcin Mroziński · 
2011: Magdalena Tul · 
2014: Donatan & Cleo · 
2015: Monika Kuszyńska · 
2016: Michał Szpak · 
2017: Kasia Moś · 
2018: Gromee feat. Lukas Meijer · 
2019: Tulia · 
2021: Rafał · 
2022: Ochman · 
2023: Blanka · 
2024: Luna · 
2025: Justyna Steczkowska